# 藤原資仲
藤原 資仲（ふじわら の すけなか）は、平安時代中期から後期にかけての公卿・歌人・漢詩人。藤原北家小野宮流、大納言・藤原資平の二男。官位は正二位・権中納言。

## 経歴
長元6年（1033年）従五位下・讃岐権守に叙任。長元9年（1036年）侍従・右近衛少将に任ぜられ、長元10年（1037年）従五位上・備中権介に叙任。
長暦4年（1040年）正五位下・右少弁に叙任される。長久2年12月（1042年1月）には左少弁に転じ、長久5年（1044年）後朱雀天皇の五位蔵人に補任される。永承2年（1047年）には後冷泉天皇の五位蔵人に補され、造興福寺長官に任官。永承3年（1048年）従四位下に叙せられ、右中弁に任ぜられた。永承4年（1049年）従四位上に昇叙。
永承5年（1050年）権左中弁に転任。永承6年（1051年）播磨介、永承7年（1052年）春宮権亮を兼ね、天喜5年（1057年）正四位下・近江権介に叙任される。天喜6年（1058年）左中弁に転じ、康平3年（1060年）美作権介を兼ねた。康平5年（1062年）修理大夫。
治暦4年（1068年）蔵人頭に補任される。同年参議に任ぜられ、治暦5年（1069年）には従三位・右兵衛督に叙任。検非違使別当となり、正三位に昇叙。延久2年（1070年）には播磨権守を兼ね、従二位に叙せられた。
延久4年（1072年）左兵衛督・春宮権大夫を兼帯し、権中納言に任ぜられる。延久5年（1073年）正二位・右衛門督に叙任され、承保2年（1075年）左衛門督に転じた。承暦4年（1080年）大宰権帥に転任。応徳元年（1084年）に出家し、帥入道と呼ばれた。寛治元年（1087年）薨去。享年67。

## 人物
永承4年（1049年）の内裏歌合などに出詠するなど、歌人として活躍。『後拾遺和歌集』以下の勅撰和歌集に入集している。また、康資王母・伊賀少将・周防内侍らの交流が知られる。家集に『後拾遺集』があるが散逸。
漢詩にも秀で、『中右記部類紙背漢詩集』に漢詩が残っている。また、有職故実に詳しく、故実書『青陽抄』『節会抄』を著したと伝わるが、現存しない。

## 官歴
※以下、『公卿補任』の記載に従う。
- 長元6年（1033年）
  - 正月5日：従五位下に叙す（章子内親王給）。
  - 10月：讃岐権守に任ず。
- 長元9年（1036年）
  - 2月27日：侍従に任ず。
  - 12月8日：右近衛少将に任ず。
- 長元10年（1037年）
  - 正月5日：従五位上に叙す（少將）。
  - 正月23日：備中権介を兼ぬ。
- 長暦4年（1040年）
  - 正月5日：正五位下に叙す（少將）。
  - 正月25日：右少弁に遷る。
- 長久2年12月9日（1042年1月3日）：左少弁に転ず。
- 長久3年（1042年）2月16日：氏院別当に補す。
- 長久5年（1044年）正月11日：五位蔵人に補す。
- 寛徳2年（1045年）正月16日：蔵人を止む（譲位）。
- 永承2年（1047年）
  - 正月13日：五位蔵人に補す。
  - 正月22日：造興福寺長官と為す。
- 永承3年（1048年）
  - 3月2日：従四位下に叙す（興福寺供養賞）。左少将如元。
  - 12月7日（1049年1月13日）：右中弁に転ず。
- 永承4年（1049年）正月5日：従四位上に叙す（先朝行幸平野北野社行幸賞）。
- 永承5年（1050年）9月17日：権左中弁に転ず。
- 永承6年（1051年）正月27日：播磨介を兼ぬ。
- 永承7年（1052年）2月26日：春宮権亮を兼ぬ。
- 天喜5年（1057年）
  - 正月5日：正四位下に叙す（造宮行事）。
  - 2月30日：近江権介を兼ぬ。
- 天喜6年（1058年）4月25日：左中弁に転ず。
- 康平3年（1060年）2月20日：美作権介を兼ぬ。
- 康平5年（1062年）
  - 3月：造興福寺長官と為す。
  - 3月12日：修理大夫に転ず。亮如元。
- 治暦4年（1068年）
  - 3月5日：復任（父喪）。時に修理大夫。
  - 4月19日：春宮権亮を止む。
  - 8月12日：蔵人頭に補す。
  - 12月29日（1069年1月24日）：参議に任ず。大夫如元。
- 治暦5年（1069年）/延久元年
  - 正月5日：従三位に叙す（先坊権亮）。
  - 正月27日：右兵衛督を兼ぬ。
  - 2月26日：修理大夫を兼ぬ。
  - 5月17日：検非違使別當に補す。
  - 8月16日：正三位に叙す（行幸院司賞）。
- 延久2年（1070年）
  - 正月29日：播磨権守を兼ぬ。
  - 4月：修理大夫を辞す。
  - 12月26日（1071年1月29日）：従二位に叙す（供養円明寺陽明門院院司賞）。
- 延久4年（1072年）
  - 7月24日：左兵衛督を兼ぬ。
  - 12月2日（1073年1月12日）：権中納言に任ず。
  - 12月8日（1073年1月18日）：春宮権大夫を兼ぬ。
- 延久5年（1073年）
  - 2月：別當を辞す。
  - 4月17日：右衛門督を兼ぬ。
  - 4月30日：正二位に叙す（行幸院司賞）。
- 承保2年（1075年）正月28日：左衛門督を兼ぬ。
- 承暦3年（1079年）正月27日：左衛門督を辞す。
- 承暦4年（1080年）正月27日：罷職。大宰権帥に任ず。
- 応徳元年（1084年）4月：出家。
- 寛治元年（1087年）11月17日：薨去。

## 系譜
- 父：藤原資平
- 母：藤原知章の娘
- 妻：源経頼の娘
  - 男子：藤原顕実（1049-1110）
  - 男子：藤原顕仲（1060-1129）
- 妻：家女房
  - 男子：藤原仲通
  - 男子：静明
  - 男子：慶源
  - 男子：静経（?-1152）
- 生母不明の子女
  - 男子：藤原行仲
  - 男子：相豪
  - 男子：静命
  - 男子：藤原兼実室（?-1104）